# ペンシルベニア大学考古学人類学博物館

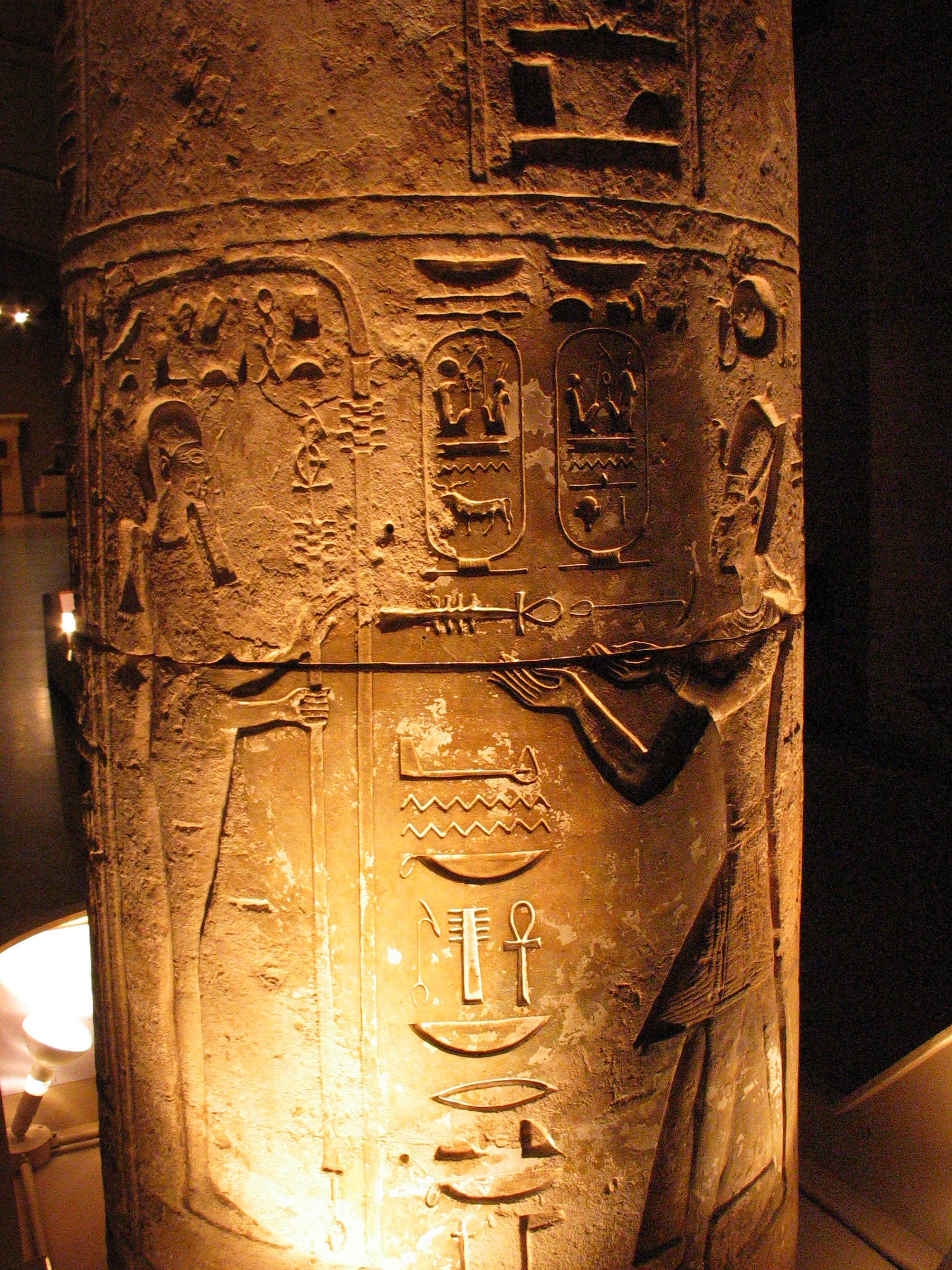
プタハ神に供物を捧げるメルエンプタハ

ペンシルベニア大学考古学人類学博物館（The University of Pennsylvania Museum of Archaeology and Anthropology, The Penn Museum）は、アメリカ合衆国ペンシルベニア州フィラデルフィアに位置する、ペンシルベニア大学の博物館。通称ペン博物館（Penn Museum）。ユニバーシティシティのペンシルベニア大学キャンパス内、33丁目とサウスストリートの角にある。130万点のコレクションを誇り、特に中近東やエジプトに関するコレクションが世界的に有名で、エジプトに関するものは世界的にも一級とみなされている。

## 年表
- 1887年、開館。
- 1915年、エジプト調査。　彫像、ミイラ、装飾、柱、（メルエンプタハの宮殿）
- 1958年、"Expedition Magazine" 発刊 (ISSN 0014-4738)  [1]。
- 1965-1970年、グアテマラ ティカルのマヤ遺跡を発掘。
- 1970年代、Insinger Papyrus の一部を発見。

## 所蔵品
- 絵画、彫刻、西太后所持の水晶[2][3]
- ウル王墓（大英博物館と共同発掘）、粘土版
- 石碑（カラコル、ピエドラス・ネグラス）

## 参照
1. ↑  “Expedition Magazine”
2. ↑  “The Chinese Rotunda: A stunning setting for a remarkable collection”. Museum Homepage
3. ↑  Gibbons, Jr., Thomas J. (1991年10月30日). “Treasures Stolen from the Museum are Recovered after Three Years”. The Philadelphia Inquirer